# Élie-Frédéric Forey
Pour les articles homonymes, voir Forey.
Élie-Frédéric Forey, né à Paris le 10 janvier 1804 et mort dans la même ville le 20 juin 1872, est un général de division français, nommé maréchal de France en 1863.
Il se distingue lors de la conquête de l'Algérie et prend une part active au coup d'État du 2 décembre 1851. Promu général de division, il participe à la guerre de Crimée puis s'illustre lors de la campagne d'Italie en 1859, notamment lors de la bataille de Montebello. Fait grand-croix de la Légion d'honneur puis nommé sénateur en récompense de sa conduite en Italie, il commande ensuite le corps expéditionnaire français lors de l'expédition du Mexique en 1862 et prend Puebla en mai 1863, ce qui lui vaut d'être fait maréchal de France en juillet. Décoré de la médaille militaire en 1864, il termine sa carrière au commandement du 3e corps d’armée à Nancy.

## Biographie

### Famille
Il est le fils de Frédéric Forey (1773-1829), capitaine dans la cavalerie, directeur de la poste de Meudon, et d'Angélique Jeanne Roche (1782-1858).

### Formation
Forey est élevé sous la tutelle de son oncle, ingénieur en chef du canal de Bourgogne et du département de la Côte-d'Or. Il fait ses études au collège de Dijon. Ayant très tôt un goût prononcé pour la carrière militaire, il entre à Saint-Cyr en 1822, avec le numéro 16 du concours. Il est, pendant ses études militaires, nommé caporal et attaché comme instituteur à une classe de jeunes gens.
En 1824, il est nommé sous-lieutenant au 2e régiment d'infanterie de ligne et s'y fait remarquer pour ses qualités d'instituteur.
Forey étudie également la topographie, qu'il affectionne et dessine de manière à mériter les éloges et un prix du ministre de la Guerre, son régiment compose la division active sur la frontière d'Espagne.

### Conquête de l'Algérie
En 1830, il prend part à la prise d'Alger et est nommé lieutenant pour s'y être distingué.
En 1835, il est nommé capitaine. Il fait encore deux séjours en Algérie : le premier de 1835 à 1839 et le second de 1841 à 1848. Il se fait remarquer dans l'expédition de Médéa et dans la retraite après la première expédition de Constantine.
À nouveau remarqué lors de l’expédition des Portes de Fer, il est nommé chef de bataillon en 1839 et rejoint le 59e RI en France.
En 1840, il est nommé à la tête du nouveau 6e BCP. Il retourne en Algérie en 1841 et est blessé d'un coup de feu à la fesse droite à Aïn Affour le 4 juin 1842. Il y poursuit son ascension dans la hiérarchie militaire et mérite les éloges de ses supérieurs : il est déclaré distingué, brillant, fort instruit, hors ligne et est cité plusieurs fois à l'ordre de l'armée ; il est nommé lieutenant-colonel du 54e RI en 1842, puis du 58e RI.
En 1843, il est nommé commandant supérieur de Theniet el Haad et il est promu, la même année, officier de la Légion d'honneur. À Télat le 17 octobre 1844, il est blessé de deux coups de feu, le premier à la région costale gauche, le second à la fesse gauche. Il devient colonel du 26e RI en 1844.

### Coup d'État du 2 décembre 1851
Promu général de brigade le 17 août 1848, il reçoit le commandement de la 2e brigade de la 2e division d'infanterie de l'armée de Paris.
Forey adhère au coup d'État du 2 décembre 1851 et le 22 décembre, il est nommé général de division.

### Guerre de Crimée
Membre du comité de l'infanterie puis inspecteur général en 1854 et commandeur de l’ordre des Saints-Maurice-et-Lazare (royaume de Sardaigne), en 1852, Forey est nommé au commandement de la division de réserve de l'armée d'Orient qui devient par la suite 4e division de cette armée. Contrairement au reste du corps expéditionnaire allié, la 4e division ne débarque pas directement à Gallipoli, mais occupe dans un premier temps le port du Pirée, en Grèce, afin de calmer les ardeurs prorusses du royaume grec.
Selon Canrobert, il manque de tact, a le verbe grossier et polarise sur lui le mécontentement de l'armée, éprouvée par la longueur du siège de Sébastopol. Déjà à l'arrivée des troupes en Crimée, au lendemain de la bataille d'Inkerman, on accusa le général Forey d'avoir manqué l'occasion de prendre la partie sud de la ville de Sébastopol, que les Russes avaient dégarnie pour attaquer les Anglais, et d'avoir causé la mort du général Lourmel et la perte de beaucoup d'hommes, en refusant de soutenir une attaque spontanée de ce général sur le bastion de la quarantaine. En outre, les officiers sous les ordres de Forey lui reprochent d'être trop sévère. Aussi, lorsque l'armée apprend qu'il est relevé de son commandement, la rumeur ne manque pas de fabuler. Le bruit court dans les camps, selon lequel Forey a été arrêté sur l'ordre de Canrobert pour cause de trahison, et conduit à bord du Montebello, afin d'y être jugé par un conseil de guerre. Si l'animosité de la troupe envers lui contribue probablement à le faire rappeler à Paris il existe un motif plus déterminant : une lettre du général, adressée à sa maîtresse à Paris et dans laquelle il parle trop librement des événements militaires, est ouverte par le cabinet noir et portée à la connaissance de l'Empereur. Il est décidé de rappeler Forey en France. Pélissier écrit à ce sujet au maréchal Vaillant : « Le général Forey s'est embarqué hier. Il a quitté, le cœur serré, cette armée où il a rendu des services réels. Des calomnies aussi injustes qu'absurdes ont empoisonné les derniers mois de son séjour parmi nous. »

### Campagne d'Italie
Après avoir été en poste à Paris de 1855 à 1859, Forey prend le commandement de la 1re division du 1er corps de l'armée d'Italie. Le 20 mai 1859, il se réhabilite aux yeux de l'armée en remportant la bataille de Montebello. Attaqué par des forces supérieures, il n'hésite pas à descendre de cheval, à se mettre à la tête de ses tirailleurs et l'épée à la main il charge l'ennemi. Avec 8 200 hommes il bat 20 000 ennemis. La vigueur et l'intelligence dont il fait preuve dans ce combat, font croire aux Autrichiens qu'ils ont affaire à tout le corps de Baraguey d'Hilliers et à une brigade de Piémontais. Le lendemain il est rejoint par Napoléon III qui l'embrasse avec effusion et le complimente pour sa belle victoire. Il est élevé à la dignité de grand-croix de la Légion d'honneur le lendemain en récompense de sa conduite. 
Durant la bataille de Solférino il est blessé à la hanche par une balle. Par la suite Forey s'illustre encore à Melegnano et Solférino.
Sa brillante conduite en Italie lui vaut d'être nommé sénateur par l'Empereur en août 1859. Il occupe d'importants commandements militaires (première division d'infanterie, membre du comité d'infanterie) et est nommé Grand Chevalier de l'ordre militaire de Savoie. Après la victoire de Montebello le conseil municipal de Bourg-la-Reine ou il réside décide à l'unanimité de lui offrir une épée d'Honneur qui lui sera remise le 10 décembre 1859.

### Expédition du Mexique

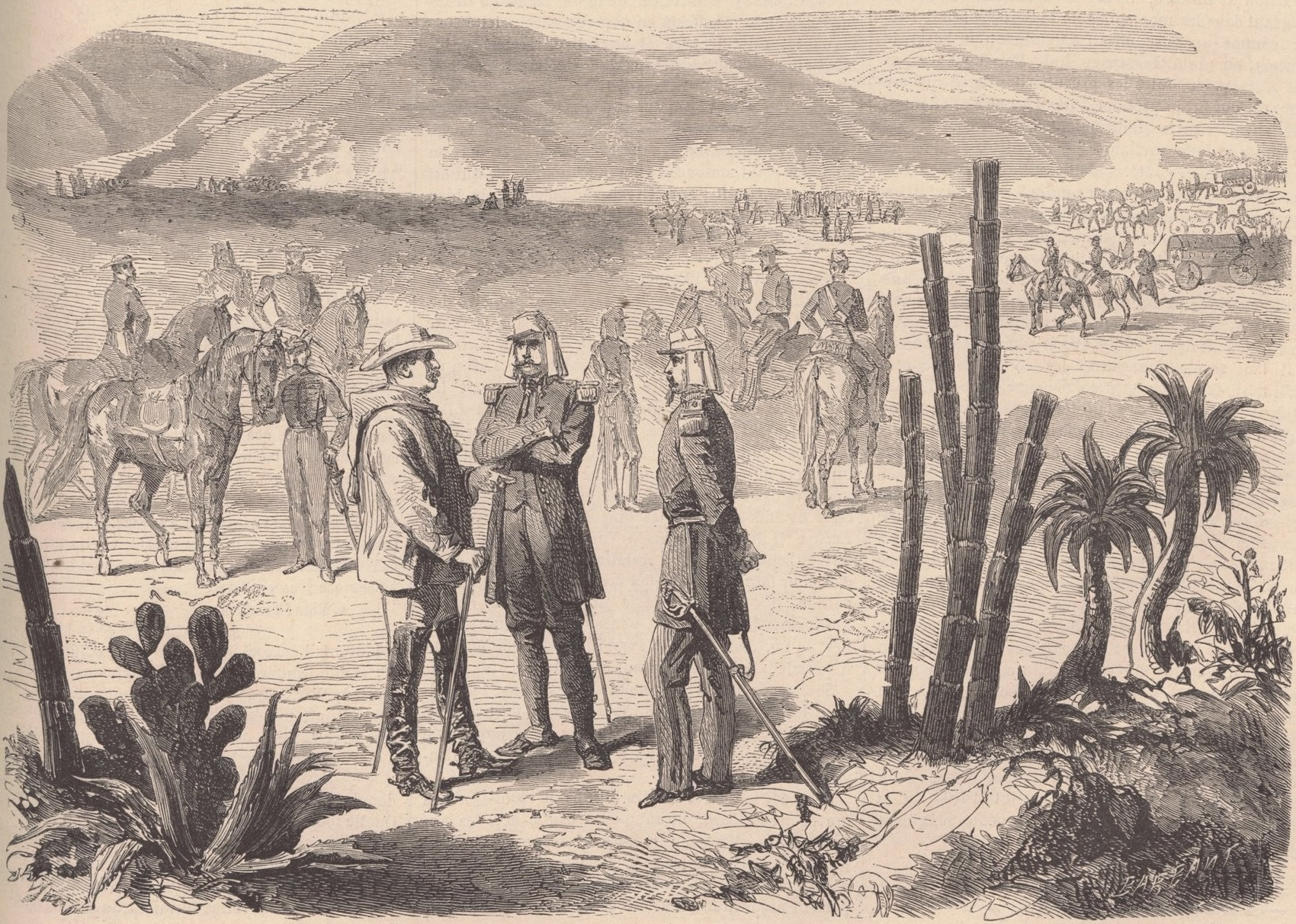
Marche sur Puebla : le général Forey au bivouac de San Agostino del Palmar.

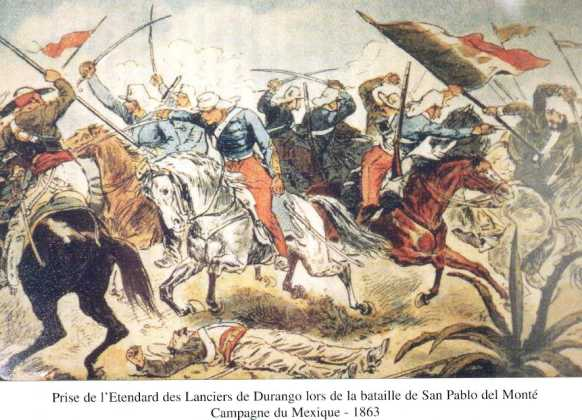
Charge des chasseurs d'Afrique au cours de la bataille de San Pablo del Monte (5 mai 1863).

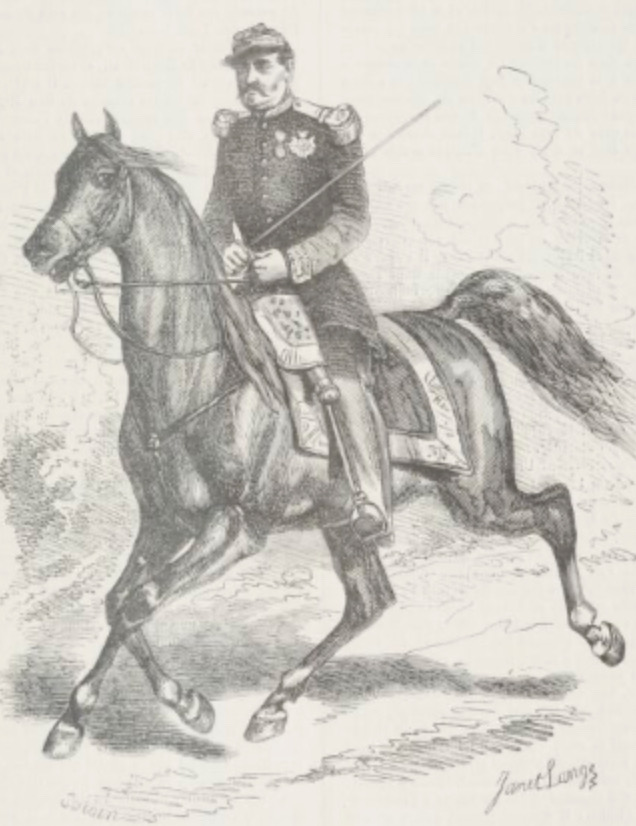
Dessin représentant le général Forey sur son cheval.

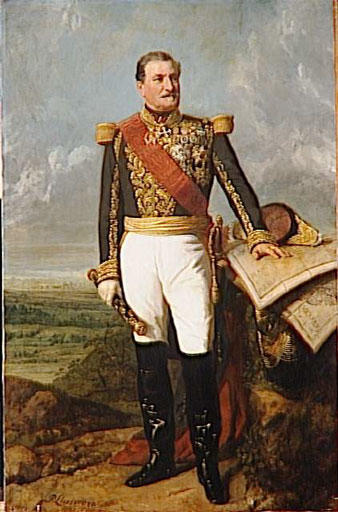
Élie Frédéric Forey, maréchal de France, Charles-Philippe Larivière, 1865.

En 1862, il est choisi pour remplacer Lorencez à la tête du corps expéditionnaire au Mexique. Il y montre ses limites : s'il prend Puebla, c'est bien grâce à l'action de son adjoint Bazaine. Loizillon n'est pas tendre avec Forey au Mexique. Selon lui, il n'organise rien, et n'aspire qu'à avoir son bâton de maréchal. Encore plus ennuyé d'avoir à assumer des responsabilités politiques il s'abrite derrière Saligny.

### Nomination au maréchalat et fin de carrière
Après avoir été élevé au maréchalat, il est rappelé en France en juillet 1863 et invité à remettre son commandement à Bazaine. Mais apparemment vexé d'être rappelé si vite après avoir reçu le bâton, il fait traîner les choses et ne cède son poste à son subordonné qu'en septembre 1863. Il est nommé grand chevalier de l'ordre mexicain de Guadalupe.
Rentré en France, le maréchal Forey commande le 2e corps d’armée à Lille en 1863. Lors de ce commandement il séjourna au château d'Espierres en Belgique. C'est là qu'il égara son précieux bâton de maréchal. 
En janvier 1864, il est décoré de la médaille militaire puis nommé au commandement du 3e corps d’armée à Nancy en septembre. C'est à ce poste qu'il est frappé d'une congestion cérébrale en avril 1867. 

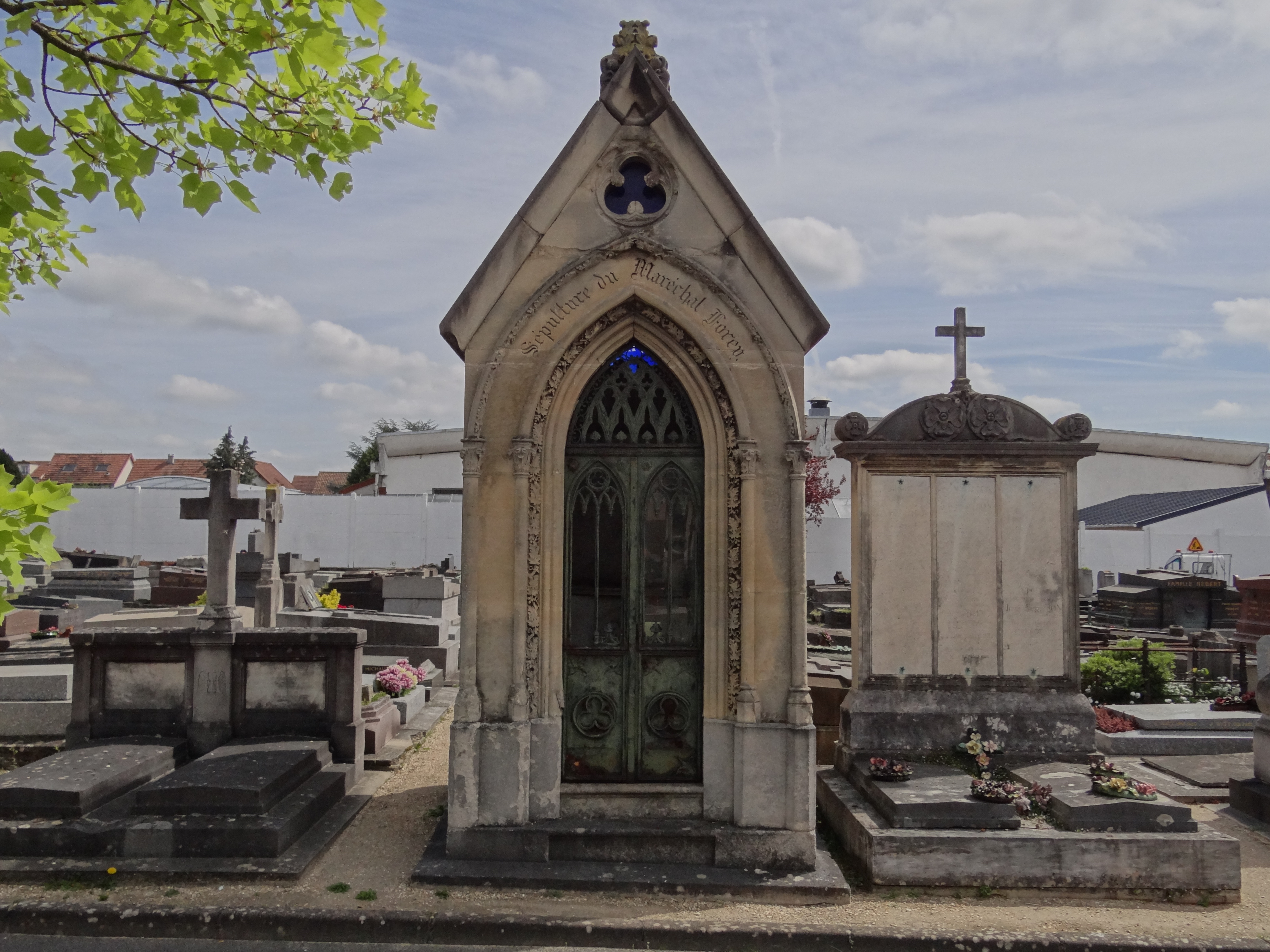
La chapelle funéraire du maréchal Forey au cimetière de Bourg-la-Reine (Hauts-de-Seine).

Il n'exerce dès lors plus aucun commandement et meurt à Paris le 20 juin 1872. Il est inhumé au cimetière de Bourg-la-Reine où il possédait une propriété sise 8, avenue du Pavé-de-Sceaux (actuellement 22, Avenue Victor-Hugo) depuis le 29 avril 1857. À sa mort, sa légataire universelle est Mme Têtard, née Mante, Vve Alphand, laquelle vendra la propriété à M. Hennebique. Elle léguera à la commune 5 000 francs pour l'entretien de la tombe du maréchal.

## Décorations
Empire français
- Médaille militaire (13 janvier 1864).
- Grand-croix de la Légion d'honneur (21 mai 1859).
- Médaille commémorative de la campagne d'Italie (1859).
- Médaille de Crimée.
- Médaille commémorative de l'expédition du Mexique (1862).

 Royaume de Sardaigne
- Commandeur de l'Ordre des Saints-Maurice-et-Lazare (29 juin 1852).
- Grand'Croix de l'ordre militaire de Savoie.

 Empire ottoman
- Chevalier de l'Ordre du Médjidié (18 mai 1855).

 Empire mexicain
- Grand'Croix de l'Ordre de Notre-Dame de Guadalupe (26 février 1864).

## Hommages

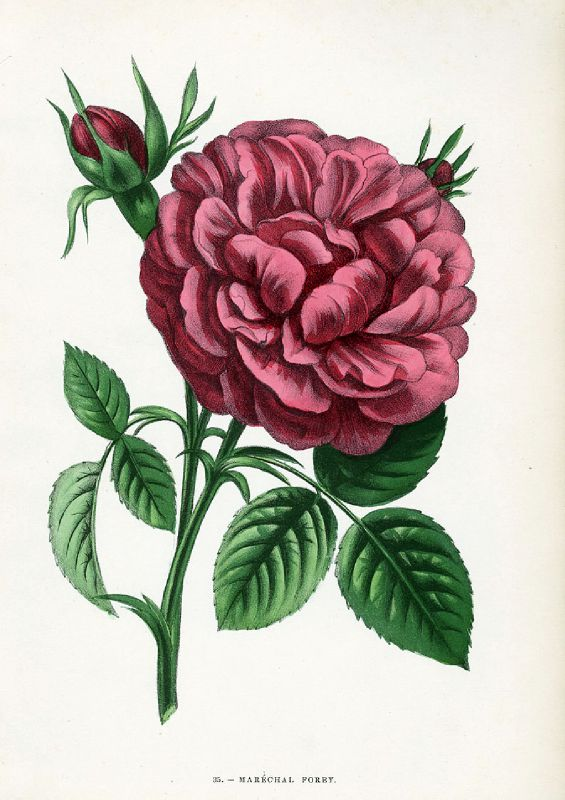
Rose « Maréchal Forey ».

- Une rose lui est dédiée en 1863 par Margottin sous le nom de « Maréchal Forey ».